# Wes Craven
Wes Craven, właśc. Wesley Earl Craven (ur. 2 sierpnia 1939 w Cleveland, zm. 30 sierpnia 2015 w Los Angeles) – amerykański reżyser, scenarzysta, producent filmowy i montażysta. Znany przede wszystkim jako twórca serii Koszmar z ulicy Wiązów.
Craven wyreżyserował także wszystkie cztery filmy serii Krzyk, a także był współtwórcą postaci Ghostface. Pozostałe filmy Cravena to m.in.: Wzgórza mają oczy, Ostatni dom po lewej, Red Eye i Zbaw mnie ode złego.

## Życiorys

### Wczesne lata
Wes Craven urodził się jako syn Caroline (z domu Miller) i Paula Eugene’a Cravena. Dorastał w ortodoksyjnej rodzinie baptystycznej. Craven obronił licencjat z filologii angielskiej i psychologii na Wheaton College (stan Illinois). Natomiast na Johns Hopkins University zdobył tytuł magistra z filozofii i literatury (Johns Hopkins Writing Seminars).
Craven przez krótki czas nauczał filologii angielskiej na Westminster College. Był także nauczycielem akademickim nauk humanistycznych na Clarkson College of Technology (obecnie Clarkson University) w Potsdamie. Pierwszą pracą w przemyśle filmowym było dla niego stanowisko dźwiękowca przy postprodukcji w nowojorskim przedsiębiorstwie.

### Kariera
Craven opuścił świat akademicki dla bardziej intratnej roli reżysera filmów pornograficznych. W dokumencie Głęboko w gardle, Craven powiedział przed kamerą, że realizował on „wiele hardcorowych filmów dla widzów pełnoletnich” pod różnymi pseudonimami, w tym Abe Snake. Jego udział w produkcji Głębokie gardło jest nieznany, natomiast większość jego ról w tego typu filmach dotyczyła pisania scenariuszy oraz montażu zdjęć. W 1972 Wes Craven wyreżyserował pierwszy film pełnometrażowy Ostatni dom po lewej.
Craven regularnie współpracował z Seanem S. Cunninghamem. W debiucie Cravena Ostatni dom po lewej, Cunningham był producentem. W późniejszym czasie – w najpopularniejszym obrazie Cravena Koszmar z ulicy Wiązów – Cunningham wyreżyserował jedną ze scen pogoni, jednak nie wymieniono jego nazwiska w napisach końcowych. Ich osławione postacie Freddy Krueger i Jason Voorhees, pojawili się razem w 2003 w filmie z gatunku slasher Freddy kontra Jason, gdzie Cunningham zajął się produkcją. W remake’u Ostatniego domu po lewej, zarówno Cunningham jak i Craven byli odpowiedzialni za produkcję.
Udział Cravena w zapoczątkowaniu kariery Johnny'ego Deppa był znaczny dzięki obsadzeniu go w 1984 w Koszmarze z ulicy Wiązów; dla młodego wówczas Deppa była to pierwsza ważna rola filmowa.
Mimo popularności zdobytej dzięki tworzeniu horrorów, Craven pracował także przy dwóch produkcjach, które nie były związane z tym gatunkiem. W 1999 wyreżyserował film Koncert na 50 serc, a w 2006 był jednym z 22 reżyserów realizujących obraz Zakochany Paryż.
W 1999 wydał powieść (thriller medyczny) pt. Fountain Society, przełożoną na język polski i wydaną w 2000 pt. Stowarzyszenie Fontanna.

### Śmierć
Zmarł 30 sierpnia 2015 w wieku 76 lat w swoim domu w Los Angeles. Powodem był nowotwór ośrodkowego układu nerwowego.

## Życie prywatne
Z pierwszego małżeństwa (1964–1969) Cravena z Bonnie Broecker pochodziło dwoje dzieci: Jonathan (ur. 1965) i Jessica (ur. 1968). W 1982, reżyser ożenił się z Millicent Eleanor Meyer (rozwiedli się w 1985). W 2004 Craven związał się z Iyą Labunką, która regularnie pracowała przy jego filmach jako producentka.

## Nagrody i wyróżnienia
Podczas swojej kariery Wes Craven nominowany był lub wygrał kilka nagród, zdobywając m.in. Saturn Award.
W 1977 reżyser został laureatem nagrody krytyków podczas Katalońskiego Festiwalu Filmowego w Sitges za film Wzgórza mają oczy. W 1997 w trakcie Festival international du film fantastique de Gérardmer Craven otrzymał Grand Prix du Festival za Krzyk. W 2012 na New York City Horror Film Festival nagrodzono Cravena Nagrodą za Osiągnięcia Życiowe.

## Filmografia

### Reżyseria
- 1972: Ostatni dom po lewej
- 1977: Wzgórza mają oczy
- 1981: Śmiertelne błogosławieństwo
- 1982: Potwór z bagien
- 1984: Koszmar z ulicy Wiązów
- 1985: Wzgórza mają oczy II
- 1986: Przyjaźń na śmierć i życie
- 1988: Wąż i tęcza
- 1989: Zbrodnia ze snu
- 1991: W mroku pod schodami
- 1994: Nowy koszmar Wesa Cravena
- 1995: Wampir w Brooklynie
- 1996: Krzyk
- 1997: Krzyk 2
- 1999: Koncert na 50 serc
- 2000: Krzyk 3
- 2005: Red Eye
- 2005: Przeklęta
- 2010: Zbaw mnie ode złego
- 2011: Krzyk 4

### Aktorstwo
- 1994: Nowy koszmar Wesa Cravena jako on sam
- 1996: Krzyk jako woźny Fred (niewymieniony w czołówce)
- 1997: Krzyk 2 jako mężczyzna w szpitalu (niewymieniony w czołówce)
- 2000: Krzyk 3 jako mężczyzna z kamerą (niewymieniony w czołówce)
- 2001: Jay i Cichy Bob kontratakują jako on sam
- 2006: Rzeź jako hipis
- 2013: Crystal Lake Memories: The Complete History of Friday the 13th jako on sam